# Кристалл (хоккейный клуб, Саратов)
Хоккейный клуб «Кристалл» Саратов — команда по хоккею с шайбой из города Саратова. Выступает во Всероссийской хоккейной лиге.

## История

### СССР
В 1947 году команда «Большевик» из Саратова уже участвовала во втором чемпионате СССР в поволжской зоне класса «А» вместе с куйбышевским «Локомотивом» и горьковским «Спартаком». Второе место в зоне стало первым успехом саратовского хоккея с шайбой. Эти позиции были сохранены и в третьем чемпионате СССР; кроме «Большевика» в третьей зоне первенства РСФСР участвовали «Трудовые резервы» из Куйбышева и «Спартак» из Пензы. В 1949 году команда из Саратова выступала под названием «Наука» и заняла третье место среди пяти команд второй зоны.
Саратовская команда сменившая название на «Искра»  участвовала в первом розыгрыше кубка РСФСР в 1951 году. 
В чемпионат страны саратовские хоккеисты вернулись только в сезоне 1955/1956 годов, получив патронат от крупного предприятия Министерства авиационной промышленности СССР (ныне СЭПО) и соответствующее имя — «Крылья Советов». Проиграв все матчи, команда заняла последнее место в своей зоне первенства РСФСР.
В сезоне 1956/57 клуб занял третье место в центральной зоне РСФСР. В сезоне 1957/58 — первое место в Поволжской зоне российского первенства и бронзовые медали чемпионата РСФСР. Первенство СССР 1958/59, в котором команда выступала под названием «Труд», принесло пятое место в пятой зоне класса «Б». Следующие два сезона лавров не принесли.[уточнить] Большой вклад в становление саратовского хоккея внёс, по всеобщему признанию,[уточнить] Анатолий Семёнович Гаврилин, который пригласил в команду будущего капитана ЦСКА и сборной СССР Бориса Михайлова и Александра Кафтана. В тройке с ними играл Юрий Стрелков. Также в команде играли коренные саратовцы Георгий Голубкин и Юрий Кураев.
Начиная с 16-го первенства СССР команда стала выступать под именем «Авангард». Через два года, заняв третье место в зоне класса «Б» и завоевав в финальном турнире звание чемпиона РСФСР, перешла в класс «А». Тренером стал Роберт Черенков, с именем которого связаны многие последующие успехи саратовских хоккеистов. Воспитанник московского «Динамо», серебряный призёр чемпионата СССР 1959/60. Отыграв три сезона, Черенков оставался во главе команды 15 лет. Впоследствии тренировал московский «Спартак», ижевскую «Ижсталь» и сборную СССР. В 1983 году вернулся в «Кристалл», где проработал до 1985 года. Помощником Черенкова был второй тренер команды Юрий Очнев, который после ухода Черенкова  возглавил «Кристалл», а затем стал тренером московского «Динамо».
С 1965-го до 1969 года «Авангард» назывался «Энергия». В сезоне 1968/69 занял пятнадцатое место в первенстве СССР — Александр Сафронов забросил 29 шайб. В 1969 году новый куратор саратовского хоккея производственное объединение «Тантал» переименовал «Энергию» в «Кристалл», который начал выступать в классе «А». Сезоны 1970/71, 1971/72 — четвёртое место в первой лиге, 1972/73 — второе место.
Осенью 1969 года открылся ледовый дворец «Кристалл».
С 1970-го по 1972 год в Саратове играл выступавший в ЦСКА в одной тройке с Валерием Харламовым Александр Смолин, на счету которого 39 шайб за «Кристалл».
В 1970 году начала работать детско-юношеская спортивная школа «Кристалл».
По итогам 28-го чемпионата СССР (1973/74) саратовский «Кристалл» занял первое место в первой лиге класса «А» и получил право играть в высшей лиге, где занял последнее место и вернулся в первую лигу. На следующий год клуб снова победил в первой лиге и вернулся в высшую, но вновь — последнее место. В сезоне 1980/1981 саратовцы заняв второе место вслед за ижевской «Ижсталью», ведомой Робертом Черенковым, вновь завоевали право выступать в высшем эшелоне. В этот период (конец 1970-х — начало 1980-х) в «Кристалле» блистала тройка Оськин-Корчин-Владимиров.
В дальнейшем «Кристалл» выступал в первой лиге, регулярно попадая в переходные турниры. За команду играли Сергей Агейкин (чемпион мира 1986), Сергей Жебровский, Сергей Фокин (входил в состав сборной России на четырёх чемпионатах мира), Сергей Баутин (олимпийский чемпион 1992 года).

### Россия
Чемпионат Межконтинентальной хоккейной лиги 1995/96 «Кристалл» закончил на 13-й строчке в турнирной таблице из 28 команд. В сезоне 1996/97 занял 15-е место в суперлиге, составленной из 26 команд. В плей-офф победил главного претендента на чемпионство — казанский «Ак Барс» (дома 4:1 и на выезде 2:0). В российском элитном дивизионе «Кристалл» играл до 1998 года, когда, заняв 12-е место в зоне «Восток» и 9-е место в переходном турнире, вылетел в высшую лигу.
Дубль клуба — «Кристалл-Юниор», базой которого является Саратовская СДЮСШОР, выступал в Первенстве МХЛ-Б.
В регулярном чемпионате Высшей хоккейной лиги сезона 2013/14 «Кристалл» занял 22 место из 26 команд. Уже по ходу сезона команда начала испытывать финансовые сложности. В марте 2014 года в Саратове было принято решение о сокращении количества профессиональных команд в области, в результате чего «Кристалл» не смог подать заявку на участие в новом сезоне ВХЛ. Известные ветераны клуба, среди которых были заслуженные мастера спорта Борис Михайлов, Владимир Мышкин, заслуженные тренеры России Владимир Крикунов, Владимир Голубович, обратились с Открытым письмом к губернатору Саратовской области Валерию Радаеву с призывом сохранить «Кристалл». На следующий год «Кристалл» вернулся в ВХЛ и приступил к подготовке к сезону 2015/16.
По ходу сезона 2016/17 «Кристалл» снялся с чемпионата ВХЛ по финансовым причинам, однако молодёжная команда «Кристалл-Юниор» продолжила выступление в первенстве ВХЛ, пропустив некоторые матчи так же по финансовым причинам. Возрождение наступило летом 2017 года, с приходом к руководству нового менеджмента. В межсезонье команда сыграла несколько товарищеских матчей и приняла участие в предсезонном турнире в Тамбове.
В сезоне 2017/18 команда, под руководством главного тренера Анатолия Лукошина, выступала в первенстве ВХЛ уже под названием «Кристалл» (без приставки «Юниор») — 7 место в регулярном первенстве. В плей-офф на стадии 1/4 финала, уступив саранской «Мордовии» — 0:3, «Кристалл» завершил сезон.
В летнее межсезонье-2018 «Кристалл» сохранил весь тренерский штаб, а также ведущих игроков. Для усиления состава были приглашены новички, в том числе воспитанники саратовской школы хоккея ранее выступавшие за иногородние команды. Итог выступления в первенстве ВХЛ сезона 2018/2019 г.г. — выход в плей-офф с 4 места в регулярном чемпионате. На стадии 1/4 финала «Кристалл» уступил курганскому «Юниору» с общим счетом 1:3.
В межсезонье-2019 часть игроков осталась, остальные перешли в клубы ВХЛ. Итог — предпоследнее 6-е место в турнирной таблице и четвертьфинал Кубка Федерации с барнаульским «Динамо-Алтай».

## Достижения
- Победитель Первенства СССР среди команд первой лиги 1974, 1976
- Серебряный призёр Первенства СССР среди команд первой лиги 1970, 1973, 1979, 1981, 1983, 1984
- Бронзовый призёр Первенства СССР среди команд первой лиги 1980
- Четвертьфиналист Чемпионата России среди команд высшей лиги 1997
- Четвертьфиналист Кубка СССР 1974, 1976
- В высшей лиге — в 1974/1975 (10 место), 1976/1977 (10 место), 1981/1982 (12 место) и 1992—1998 (7 место).

## Рекорды клуба
- Лучший снайпер — Сергей Жебровский (265 шайб)
- Лучший бомбардир за один сезон — Виктор Оськин (50 шайб, сезон 1980/1981)
- Самые результативные в высшей лиге чемпионата СССР — Николай Стаканов и Юрий Корчин (45 очков)
- Рекорд командной результативности — 369 шайб (сезон 1980/1981)
- Самая крупная победа — 17:1 (соперник — «Рубин» (Тюмень), сезон 1982/1983)
- Самое крупное поражение — 2:16 (соперник — «Динамо-Энергия» (Екатеринбург), сезон 1998/1999)

## Символическая сборная «Кристалла»
В 2018 году в рамках работы над книгой «Кристальные люди» была определена символическая сборная «Кристалла» за все времена. Автор книги Станислав Гридасов опросил 156 саратовских хоккеистов, тренеров, судей, журналистов и деятелей хоккея разных поколений.
При голосовании в первую очередь учитывался вклад в достижения «Кристалла», а не дальнейшие успехи, достигнутые в других клубах. Именно поэтому в три символические пятерки не попали такие известные хоккеисты, как вратари Сергей Николаев и Алексей Егоров, защитники Анатолий Федотов, Сергей Фокин и Василий Турковский, нападающие Александр Баринев, Денис Платонов, Борис Михайлов, Владимир Семёнов и другие.
Всего в анкетах было названо 18 вратарей, 34 защитника и 50 нападающих.
В результате голосования символическая сборная «Кристалла» сформировалась таким образом.
Первый состав
Вратарь: Александр Куликов (132 балла). Защитники: Владимир Куплинов (258) — Михаил Шубинов (184). Нападающие: Юрий Корчин (173) — Сергей Жебровский (158) — Сергей Кучин (147).
Второй состав
Вратарь: Владимир Мышкин (109). Защитники: Владимир Шевелев (145) — Владимир Крикунов (84). Нападающие: Виктор Оськин (139) — Александр Сафронов (137) — Андрей Королёв (102).
Третий состав
Вратарь: Александр Лысенков (81). Защитники: Виктор Садомов (80) — Анатолий Лукошин (62). Нападающие: Игорь Степанов (76) — Владимир Голубович (75) — Анатолий Емельяненко (70).

## Воспитанники «Кристалла» — чемпионы страны
- 1983 — Сергей Кучин (ЦСКА)
- 1990 — Анатолий Федотов («Динамо» Москва)
- 1992 — Анатолий Федотов («Динамо» Москва)
- 1994 — Михаил Милехин («Лада» Тольятти)
- 1995 — Сергей Горбачев («Динамо» Москва)
- 1996 — Сергей Николаев («Лада» Тольятти)
- 1997 — Сергей Горбачев («Торпедо» Ярославль)
- 1998 — Игорь Степанов («Ак Барс» Казань)
- 1999 — Олег Леонтьев («Металлург» Магнитогорск)
- 2000 — Алексей Егоров («Динамо» Москва)
- 2001 — Олег Леонтьев («Металлург» Магнитогорск)
- 2007 — Василий Турковский («Металлург» Магнитогорск)
- 2007 — Денис Платонов («Металлург» Магнитогорск)
- 2008 — Андрей Кутейкин («Салават Юлаев» Уфа)
- 2009 — Сергей Николаев («Ак Барс» Казань)
- 2010 — Сергей Николаев («Ак Барс» Казань)
- 2011 — Андрей Кутейкин («Салават Юлаев» Уфа)
- 2012 — Максим Великов («Динамо» Москва)
- 2013 — Максим Великов («Динамо» Москва)
- 2014 — Денис Платонов («Металлург» Магнитогорск)
- 2015 — Илья Бочков («Торос» Нефтекамск)
- 2015 — Андрей Кутейкин («СКА» Санкт-Петербург)
- 2016 — Денис Платонов («Металлург» Магнитогорск)

## Главные тренеры
- 1960—1962 — Николаев, Юрий Николаевич
- 1962—1964 — Гаврилин, Анатолий Степанович
- 1964—1977 — Черенков, Роберт Дмитриевич
- 1977—1979 — Очнев, Юрий Георгиевич
- 1979—1983 — Садомов, Виктор Николаевич
- 1983—1984 — Черенков, Роберт Дмитриевич
- 1984—1985 — Гуреев, Валентин Николаевич
- 1985—1986 — Аньшин, Валентин Ильич
- 1987—1989 — Лукин, Владимир Никандрович
- 1989—1990 — Кузнецов, Виктор Борисович
- 1990—1993 — Садомов, Виктор Николаевич
- 1993—1997 — Куплинов, Владимир Викторович
- 1997—1998 — Садомов, Виктор Николаевич
- 13.09.1998 — 18.09.1998 — Мясников, Сергей Владимирович
- 25.09.1998 — 30.09.1998 — Смирнов, Владимир Александрович
- 11.10.1998 — 28.11.1999 — Пашкин, Владимир Викторович
- 22.11.1999 — 18.01.2000 — Брагин, Валерий Николаевич
- 16.09.2000 — 08.12.2000 — Николаев, Сергей Алексеевич
- 10.01.2001 — 07.04.2001 — Зыбин, Александр Викторович
- 15.09.2001 — 19.11.2001 — Мариничев, Владимир Витальевич
- 26.11.2001 — 27.11.2001 — Жебровский, Сергей Валерьевич
- 05.12.2001 — 01.03.2003 — Карый, Сергей Валерьевич
- 13.09.2003 — 22.11.2003 — Куплинов, Владимир Викторович
- 15.11.2003 — 05.11.2004 — Цыгуров, Геннадий Фёдорович
- 16.11.2004 — 21.11.2004 — Лукошин, Анатолий Дмитриевич
- 27.11.2004 — 28.11.2006 — Белоусов, Валерий Васильевич
- 01.12.2006 — 25.12.2007 — Садомов, Виктор Николаевич
- 08.01.2008 — 09.03.2008 — Королёв, Андрей Викторович
- 15.09.2008 — 13.03.2010 — Цыгуров, Геннадий Фёдорович[4]
- 2010—2010 — Карый, Сергей Валерьевич
- 2010—2011 — Леонтьев, Олег Юрьевич
- 2011—2012 — Захрла, Ян
- 2012/13, до 29 октября — Куплинов, Владимир Викторович
- 29 октября — 8 ноября 2012 — Исаков, Алексей Геннадьевич, и. о.
- 8 ноября 2012—2013 — Разин, Андрей Владимирович
- 2013—2014 — Богатырёв, Виктор Васильевич
- 2015—2015 — Кривошлык, Игорь Александрович
- 2015—2016 — Лунёв, Андрей Алексеевич
- 2016—2017 — Царёв, Андрей Александрович
- 2017—2019 — Лукошин, Анатолий Дмитриевич
- 2019—2020 — Нуржанов, Сергей Зинуллович

## История выступлений в Первенстве ВХЛ
И — количество проведенных игр, В — выигрыши в основное время, ВО — выигрыши в овертайме, ВБ — выигрыши в послематчевых буллитах, ПО — проигрыши в овертайме, ПБ — проигрыши в послематчевых буллитах, П — проигрыши в основное время, О — количество набранных очков, Ш — соотношение забитых и пропущенных голов, РС — место по результатам регулярного сезона. В сезоне 2018-19 за победу стали начислять не 3 очка а 2. 
| Сезон   | И   | В  | ВО | ВБ | ПБ | ПО | П   | О   | Ш       | РС       | Результаты серий с соперниками в плей-офф                                    | Результат в плей-офф                                                         |
| ------- | --- | -- | -- | -- | -- | -- | --- | --- | ------- | -------- | ---------------------------------------------------------------------------- | ---------------------------------------------------------------------------- |
| 2015/16 | 32  | 7  | 0  | 1  | 1  | 1  | 22  | 25  | 72:144  | 8 из 9   | -                                                                            | Не играли                                                                    |
| 2016/17 | 54  | 4  | 1  | 0  | 0  | 1  | 48  | 15  | 72:227  | 10 из 10 |                                                                              | Не играли                                                                    |
| 2017/18 | 48  | 15 | 1  | 0  | 6  | 2  | 24  | 55  | 120:157 | 7 из 10  | 0-3 Мордовия                                                                 | Вышли в 1/4 финала                                                           |
| 2018/19 | 48  | 20 | 3  | 2  | 1  | 2  | 20  | 53  | 154:135 | 4 из 9   | 1-3 Юниор                                                                    | Вышли в 1/4 финала                                                           |
| 2019/20 | 36  | 8  | 1  | 3  | 6  | 0  | 18  | 30  | 88:134  | 6 из 7   | 0-4 Динамо-Алтай                                                             | Вышли в 1/4 финала                                                           |
| Всего   | 218 | 54 | 6  | 6  | 14 | 6  | 132 | 178 | 506:797 | —        | В плей-офф кубка Федерации участвовали 3 раза. Счет (победы/поражения): 1-10 | В плей-офф кубка Федерации участвовали 3 раза. Счет (победы/поражения): 1-10 |

## Арена
Домашние игры хоккейный клуб «Кристалл» проводит в ледовом дворце спорта «Кристалл», являющемся третьей и последней частью комплекса спортивных объектов на улице Чернышевского, в который также входят манеж Дворца спорта (архитектор В. И. Скоробогатов, 1958 год), бассейн «Саратов» (архитектор В. И. Скоробогатов, 1959—1961 год). Построен он был по проекту архитектора Л. Е. Дорошенко на месте открытого хоккейного стадиона, открытие новой арены состоялось осенью 1969 года. С тех пор ледовый дворец является бессменной домашней ареной одноимённого хоккейного клуба, который в разные годы принимал здесь команды высших союзного (1974/1975, 1976/1977 и 1981/1982) и российского первенств (1992 — 1998). Также в «Кристалле» регулярно проводятся эстрадные концерты. Сегодня дворец располагает трибунами на 5000 зрителей с откидными индивидуальными деревянными сидениями, современным электронным табло и обновлённой в 1990-х годах хоккейной коробкой.